# Melchior Bauer
Melchior Bauer nació el 19 de octubre de 1733 en la pequeña aldea Lehnitzsch que en la actualidad es parte de un barrio de Altenburgo. Leía con frecuencia la Biblia y la profecía de Ezequiel le hizo pensar en construir un vehículo celestial. Sin embargo, no tenía el dinero necesario para financiar la construcción y tanto el rey prusiano Federico II como Jorge III del Reino Unido le negaron el soporte. Alrededor de 1765 rogó al conde Enrique XI de Reuß-Greiz que le rechazó también. La carpeta empolvada con su escritura y sus diseños fue descubierta en 1921 en un archivo en Greiz.

## Enlaces
- www.autoveteranen.de: La escritura de aviones de Melchior Bauer

- Datos: Q105510
- Multimedia: Melchior Bauer / Q105510